# Matthew Falder
Matthew Falder   (Manchester, 24 d'octubre de 1988) és un delinqüent i xantatgista sexual anglès condemnat que va coaccionar les seves víctimes en línia per enviar-los imatges degradants d'ells mateixos o cometre delictes contra una tercera persona com violació o agressió. Falder es va amagar darrere de comptes anònims a la xarxa i després va tornar a publicar les imatges per obtenir un estat més alt a la web fosca. Els investigadors van dir que "es va revelar" en aconseguir imatges per compartir en llocs web de hardcore. L'Agència Nacional del Crim (NCA), el va qualificar de “un dels delinqüents més prolífics i depravats que s'havien trobat mai”.
A l'octubre de 2017, es va declarar culpable per 137 acusacions de 46 denunciants, convertint-lo en un dels delinqüents sexuales condemnats més prolífics del Regne Unit. El febrer de 2018 va ser empresonat durant 32 anys i va ordenar complir sis anys més amb llicència estesa. El 16 d'octubre de 2018, el Tribunal d'Apel·lació va reduir la pena de presó a 25 anys, amb una llicència de 8 anys. En el moment del seu arrest, treballava com a investigador postdoctoral i professor de geofísica a la Universitat de Birmingham.
La Universitat de Cambridge va declarar després de la sentència que estaven "buscant activament" formes de revocar Falder de les seves qualificacions acadèmiques.